# KM Большого Пса
KM Большого Пса (лат. KM Canis Majoris), HD 46347 — одиночная переменная звезда в созвездии Большого Пса на расстоянии приблизительно 1260 световых лет (около 386 парсеков) от Солнца. Видимая звёздная величина звезды — от +6,5m до +6,24m.

## Характеристики
KM Большого Пса — красный гигант, пульсирующая медленная неправильная переменная звезда (LB) спектрального класса M4III. Радиус — около 93 солнечных. Эффективная температура — около 3555 К.